# Ferrari SP12 EC

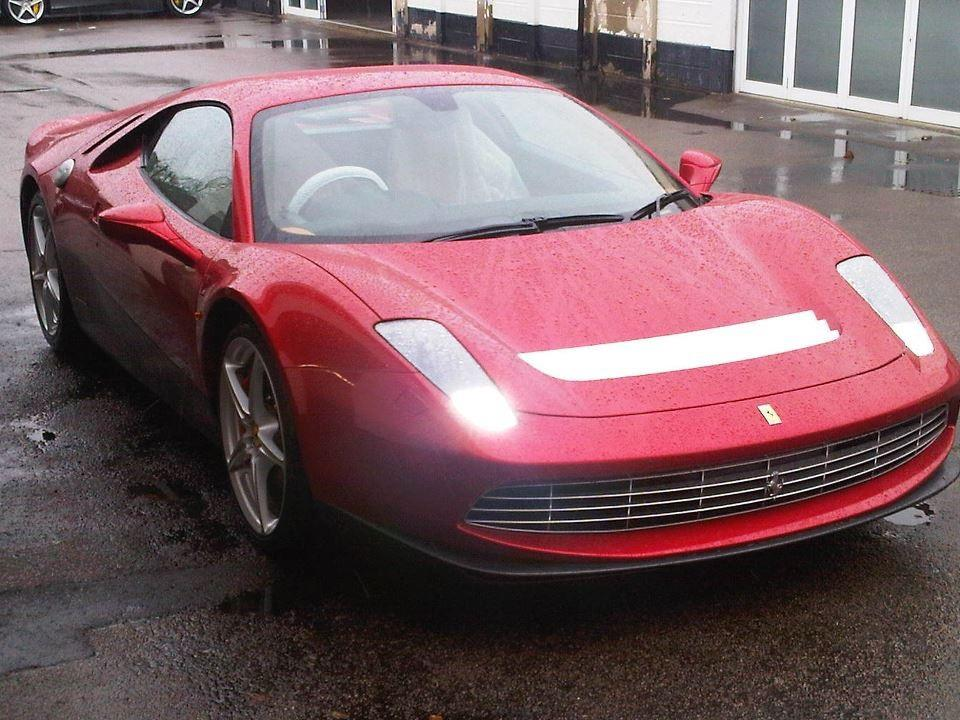
Ferrari SP12 EC

Der Ferrari SP12 EC ist ein von Ferrari gebautes Einzelstück für den britischen Musiker Eric Clapton.

## Details
Im Mai 2012 wurde bekannt, dass der SP12 EC ein 458-Italia-Chassis hat und das Design dem Ferrari 512 BB ähnelt. Konstruiert wurde der SP12 EC von 2010 bis 2012 innerhalb Ferraris „One-Off“-Programm von Centro Stile in Maranello in Zusammenarbeit mit Pininfarina. Eingesetzt wurden Komponenten, die auch im Ferrari 458 Italia verwendet werden, insbesondere ein 4,5-Liter-V8-Ottomotor (Mitte) sowie ein Doppelkupplungsgetriebe (Heck); einige Details zum Aufbau des Einzelstücks blieben allerdings geheim. Berichten zufolge kostete das Auto 3.000.000 £ (3.650.000 €).